# 주먹감자

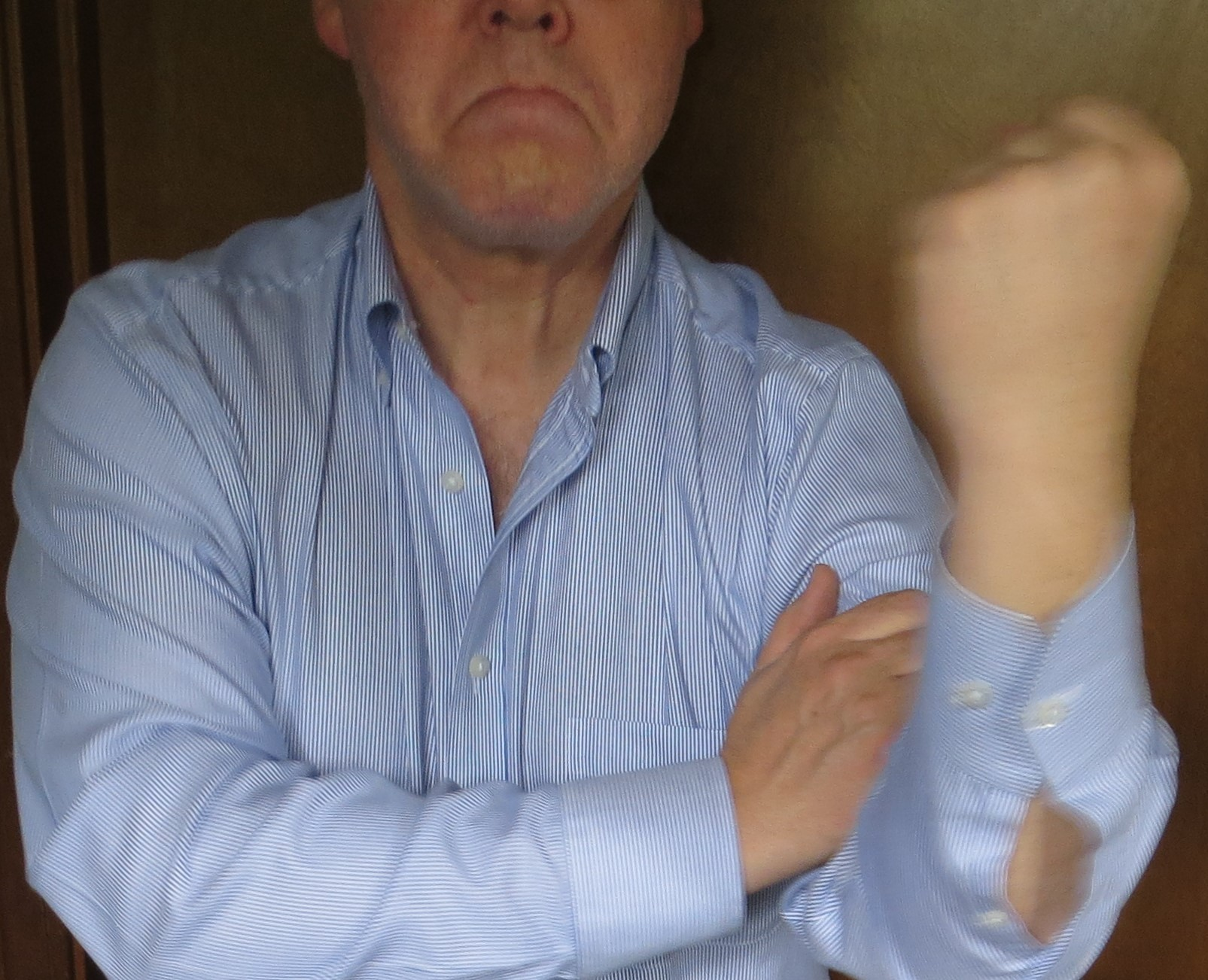

주먹감자 또는 감자주먹은 프랑스, 스페인, 이탈리아, 포르투갈, 루마니아 및 라틴 아메리카 등지에서 자주 사용되는 제스처이며, 음란하고 강렬한 모욕적 표현인 가운뎃손가락과 유사한 의미를 담고 있다. 서구권에서는 '영광의 팔'이라는 의미의 프랑스어인 브라 도뇌르(Bras d'honneur)라는 용어로 알려져있다.
자신의 한 쪽 팔을 L자형으로 구부린 뒤, 손은 주먹을 쥔 채 팔과 일자가 되게 한다. 또한 반대편 손은 구부린 팔의 이두박근을 움켜쥔다.